# كيرك جوزيف
كيرك جوزيف (بالإنجليزية: Kirk Joseph)‏ هو عازف جاز أمريكي، ولد في 1961 في نيو أورلينز في الولايات المتحدة.

## وصلات خارجية
- كيرك جوزيف على موقع ميوزك برينز (الإنجليزية)
- كيرك جوزيف على موقع أول ميوزيك (الإنجليزية)
- كيرك جوزيف على موقع ديسكوغز (الإنجليزية)